# Down to Earth (пісня Пітера Ґебріеля)
«Down to Earth» — синг і частина альбому-саундтреку WALL-E, виконаний, написаний і спродюсований Пітером Ґебріелом featuring The Soweto Gospel Choir; Музика написана Пітером Ґебріелом і Томасом Ньюманом.

## Нагороди і номінації
Номінована на Премію за найкращу пісню за підсумками 2008 року на 66 церемонії вручення премії «Золотий глобус».
Номінована на Премію за найкращу пісню за підсумками 2008 року на 81 церемонії вручення премії «Academy Award».

## Огляд
Пісня є промо-синглом анімаційного фільму WALL-E і виконуються під час фінальних титрів. Датою релізу вважається 10 червня 2008 року.
Гармонізація:

Вступ:

B (x4) - B - G#m – E - C#m - B – C# (x4)

Куплет:

B - C# (x4)

B - E - G#m - E

B - C# (x2)

B - E - G#m - E

B

Приспів:

F# - C# (x2)

B - C# - F# - C#  

F# - C# (x2)

B - C# - F# - C#  

Середня частина:

B - C#